# Muskelspindel
Muskelspindeln sind Sinnesorgane in den Muskeln, die den Dehnungszustand der Skelettmuskulatur erfassen. Sie gehören zur Gruppe der Propriozeptoren und sind PD-Sensoren (Proportional- und Differentialeigenschaft).
Muskelspindeln schützen Muskeln auch vor Überdehnung. Bei plötzlicher Dehnung des Muskels lösen sie den so genannten Dehnungsreflex aus, wodurch sich der Muskel wieder zusammenzieht. Der Arzt überprüft die korrekte Funktion des Dehnungsreflexes beispielsweise mit dem Patellarsehnenreflex (Kniesehnenreflex). Durch einen leichten Schlag mit einem Hämmerchen unterhalb der Kniescheibe wird kurzzeitig der Oberschenkelmuskel gedehnt. Die Kontraktion des Muskels durch den Dehnungsreflex erfolgt jedoch erst, wenn der Schlag bereits vorbei ist. Diese Kontraktion lässt den Unterschenkel nach vorne schnellen.

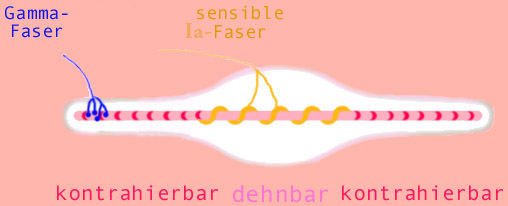
Schematischer Aufbau einer Muskelspindel

## Aufbau
Muskelspindeln bestehen aus fünf bis zehn, beim Menschen ein bis drei Millimeter langen, quergestreiften Muskelfasern, die von einer Bindegewebshülle umgeben sind. Zwischen den Muskelfasern des Beinstreckers (Musculus quadriceps femoris) im Oberschenkel sind fünfhundert bis tausend Muskelspindeln eingebettet, die bis zu zehn Millimeter lang sind. Je mehr Muskelspindeln in einem Muskel vorhanden sind, desto feiner können die mit diesem verbundenen Bewegungen abgestimmt werden.

## Eigenreflex
Liegen Rezeptor und Effektor im gleichen Organ, können die Reize sehr schnell beantwortet werden. Der Reflex wird dann als Eigenreflex bezeichnet und die Erregungsübertragung verläuft monosynaptisch. Ein Beispiel ist der Patellarsehnenreflex.

### Dehnungsreflex
Die nicht kontraktile Mitte der Muskelspindelfasern ist von afferenten sensiblen Nervenfasern, den Ia-Fasern umsponnen. Wird der Muskel gedehnt, wird auch die Muskelspindel und somit der mittlere Teil, die sogenannte Kernsackregion, gedehnt, wodurch in den Ia-Fasern ein Signal (Aktionspotential) erzeugt wird. Das Signal wird über den Spinalnerv ins Hinterhorn der grauen Substanz des Rückenmarks weitergeleitet und über eine Synapse im Vorderhorn monosynaptisch auf α-Motoneurone übertragen, welche die Kontraktion der Skelettmuskelfasern im gedehnten Muskel bewirken. Das α-Motoneuron divergiert, verzweigt sich, wobei ein Ast zur Renshaw-Zelle geht, die durch ihren hemmenden Einfluss auf das sie zuvor innervierende α-Motoneuron bewirkt, dass die Kontraktion des jeweiligen Muskels nur kurzzeitig erfolgt. Durch diese negative Rückkopplung kann trotz Störungen eine bestimmte Muskellänge konstant aufrechterhalten werden.
Je weniger Muskelfasern von einem α-Motoneuron innerviert werden, umso feiner abgestimmt kann die Bewegung sein: Bei Augen- und Finger-Muskeln versorgt ein Motoneuron etwa 100 Muskelfasern, bei anderen Muskeln bis zu 2000 (siehe Motorische Einheit).
Die Leitungsgeschwindigkeit der α-Motoneurone beträgt 80 bis 120 ms−1, die der γ-Motoneurone 40 ms−1.

### Steuerung der Muskellänge
Über die sogenannte γ-Spindelschleife lässt sich die Muskellänge steuern. Die Muskelfasern der Muskelspindeln (intrafusale Muskelfasern) sind an den kontraktilen Enden mit motorischen Nervenfasern, den γ-Motoneuronen, verbunden. Werden diese aktiviert, kontrahieren sich die Enden der Muskelspindelfasern. Dadurch wird aber ihre Mitte gedehnt, die Ia-Fasern erzeugen ein Aktionspotential, welches wiederum ins Vorderhorn des Rückenmarks geleitet und auf α-Motoneurone übertragen wird. Diese lösen eine Kontraktion der Skelettmuskelfasern aus, wodurch die Muskelspindel und damit auch der mittlere Teil der Muskelspindelfasern entspannt wird. Dies geschieht solange, bis die Ia-Fasern keine Dehnung mehr wahrnehmen.

### Spindelpause und Kompensation der Spindelpause
Die Spindelpause erfolgt bei statischer Muskelarbeit. Es werden erst die α-Motoneurone willkürlich aktiviert, später dann die γ-Motoneurone (α-γ-Koaktivierung). Dadurch kommt es zu folgenden Erscheinungen:
- Die extrafusalen Fasern (Muskelfasern außerhalb der Muskelspindeln) verkürzen sich (der Impuls läuft durch den willkürlichen motorischen Cortex, das heißt über die Pyramidenbahn)
- Der mittlere Teil der Muskelspindel erschlafft dadurch.
- Da keine Spannung mehr auf den Fasern ist, erfolgt auch keine Impulsleitung mehr (Spindelpause). Der Rezeptor ist in diesem Moment inaktiv.
- Durch Aktivierung der γ-Motoneuronen wird die Spannung der Muskelspindel wiederhergestellt. Die Spindelpause ist aufgehoben, und Informationen über die Muskellänge können wieder gesendet werden.

### Empfindlichkeitsregulierung
Die Empfindlichkeitsregulierung erfolgt unbewusst über die γ-Motoneurone des efferenten Systems in Zusammenarbeit mit dem afferenten Teil. Die Spindel ist der einzige Rezeptor im Körper, der efferent versorgt wird, alle anderen werden nur afferent versorgt. Eine ähnliche Anpassung an einen Stimulus findet man allerdings auch bei den Haarzellen des akustischen Systems.

### Regelkreis
Die Muskelspindeln sind Elemente eines komplexen Steuer- und Regelsystems (zu den Grundlagen siehe System), welches folgende Bedeutungen hat:
- Schutz vor Überdehnung der Muskeln durch den Dehnungsreflex
- Einstellung und Aufrechterhaltung einer konstanten Muskelspannung (Tonus)
- dadurch Aufrechterhaltung einer bestimmten Gelenk- und Körperstellung
- Feindosierung von Bewegungen durch Zu- und Abschalten von Muskelfasern (vergleichbar mit einem Servomechanismus)

Die motorischen Zentren des Gehirns als Führungsglied dienen als Sollwertgeber für die Länge von Muskeln. Der Sollwert wird als Aktivität der γ-Fasern an das Regelglied Muskelspindel weitergegeben. In der Muskelspindel wird der Istwert, die Länge der Muskelfasern und damit die Länge der mit den Muskelfasern fest verbundenen Muskelspindel, mit dem Sollwert verglichen. Ist der Istwert kleiner, bedeutet dies, dass die Mitte der Muskelspindelfasern gedehnt ist. Dieser Faserabschnitt dient als Messglied, seine Dehnung wird als Aktivität der Ia-Nervenfasern codiert und als Stellwert über die α-Motoneurone an die Muskelfasern übertragen. Deren Kontraktion wirkt als Stellgröße so lange, bis die Muskelspindel soweit verkürzt ist, dass die Fasermitte nicht mehr gedehnt ist. Als Störgröße wirkt jede Dehnung der Muskeln, ob bei Lageveränderungen des Körpers, Schlag auf die Sehne oder Kontraktion des Antagonisten.
|  |  |  |

α- und γ-Motoneurone sind mit motorischen Zentren des Gehirns verbunden, so dass Muskelkontraktionen willkürlich und unwillkürlich gesteuert werden können. Bei Bewegungsabläufen, wie zum Beispiel dem Gehen, ändert das Gehirn die Sollwerte für verschiedene Muskelgruppen entsprechend dem Bewegungsprogramm.